# Bassan
Bassan è un comune francese di 1 639 abitanti situato nel dipartimento dell'Hérault, nella regione dell'Occitania.

## Società

### Evoluzione demografica
Abitanti censiti